# 31. Jahrhundert v. Chr.
Portal Geschichte | Portal Biografien | Aktuelle Ereignisse | Jahreskalender | Tagesartikel

◄ |
5. Jt. v. Chr. |
4. Jahrtausend v. Chr. | 3. Jt. v. Chr.  ►

◄ |
33. Jh. v. Chr. |
32. Jh. v. Chr. |
31. Jahrhundert v. Chr. |
30. Jh. v. Chr. |
29. Jh. v. Chr. |
►
Das 31. Jahrhundert v. Chr. begann am 1. Januar 3100 v. Chr. und endete am 31. Dezember 3001 v. Chr. Dies entspricht dem Zeitraum 5050 bis 4951 vor heute oder dem Intervall 4451 bis 4393 Radiokohlenstoffjahre.

## Zeitalter/Epoche
- Subboreal (3710 bis 450 v. Chr.).
- Spätneolithikum in Mitteleuropa (3500 bis 2800 v. Chr.) und Nordisches Mittelneolithikum in Nordeuropa (3300 bis 2350 v. Chr.)
- Vorpalastzeit auf Kreta[1][2].

## Ereignisse/Entwicklungen

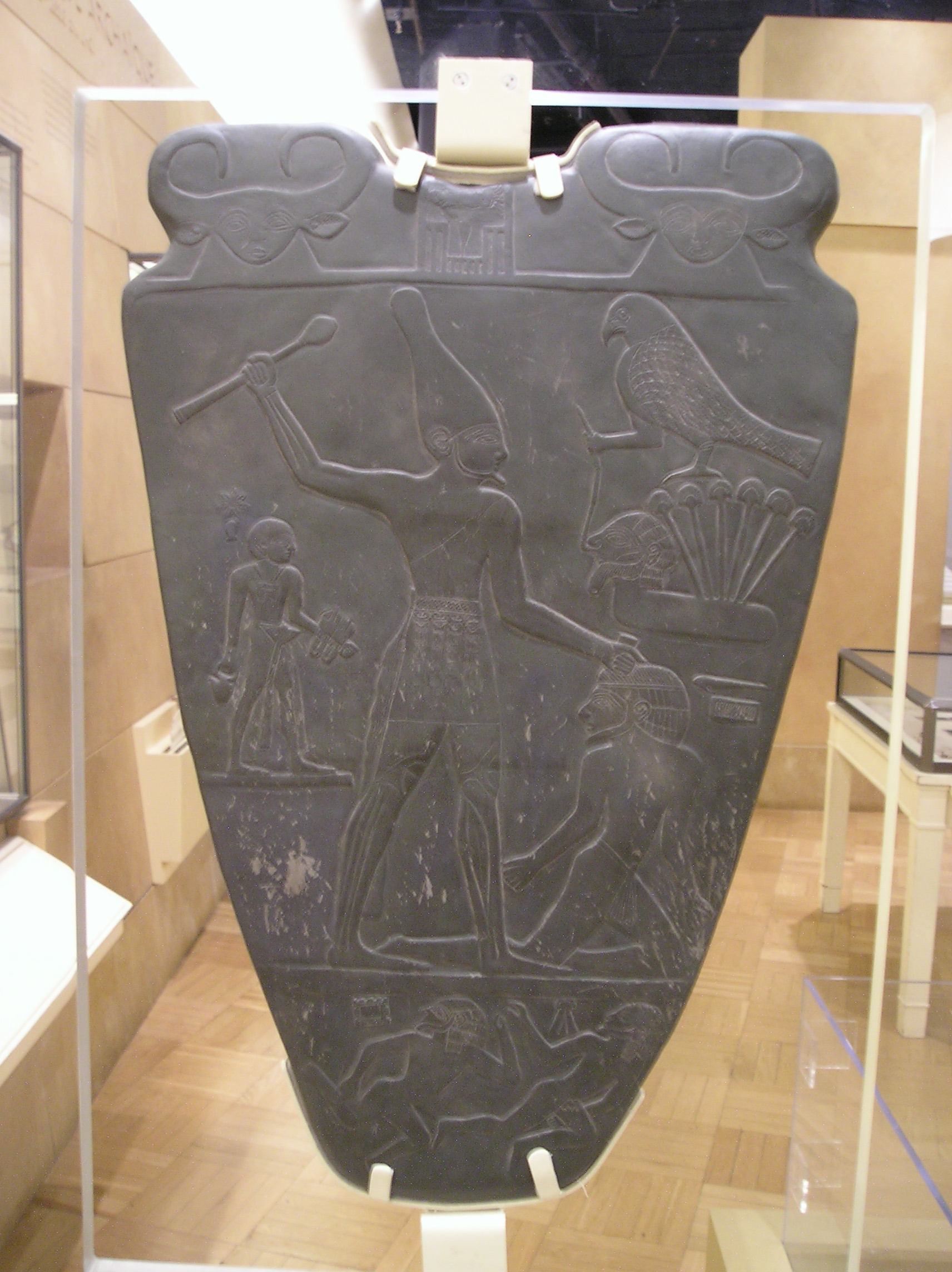
Prunkpalette des Pharaos Narmer

- Die Frühphase der Stonehenge-Anlage, mit einem kreisrunden Erdwall und einem Graben, wurde auf ca. 3100 v. Chr. datiert.
- 31. Jahrhundert v. Chr.:
  - In Ägypten schreibt man auf Speckstein und ähnlichen Materialien.
  - Das erste unzweifelhaft in Sumerisch geschriebene Dokument entsteht (gefunden in Dschemdet Nasr).
- Um 3100 v. Chr.:
  - In Mesopotamien erfolgt die Gründung von Kiš.
- Um 3085/3080 v. Chr.:
  - Im Niltal des prädynastischen Ägypten bildeten sich zwei Königreiche, Unterägypten im Nildelta und Oberägypten. Zum Ende des 4. Jahrtausends werden beide Königreiche um 3085 v. Chr. von Pharao Narmer/Menes vereinigt, Gründung von Memphis als Hauptstadt. Das ägyptische Reich dehnt sich bis zum Sinai aus. Die Herrscher lassen sich in Mastabas, den Vorläufern der Pyramiden, bestatten.
- 3050 v. Chr.:
  - Der älteste lebende Baum der Welt, eine Langlebige Kiefer (Pinus longaeva), beginnt in den White Mountains Kaliforniens zu wachsen.

## Persönlichkeiten
- Der mythische König Etana herrscht in Kiš
- spätester  Todeszeitpunkt von Ötzi (3359 und 3105 v. Chr.)

### Pharaonen von Ägypten
- Hedju-Hor (um 3200/3150 v. Chr.)
- Ni-Hor (um 3220 bis 3175 v. Chr.)
- Doppelfalke (um 3230/3100 v. Chr.)
- Hat Hor (um 3210/3100 v. Chr.)
- Krokodil (um 3160/3100 v. Chr.)
- Skorpion II. (um 3025 v. Chr., aber auch datiert um 3200 oder um 3100 v. Chr.[3])
- Ka (um 3020 v. Chr., aber auch um 3125 v. Chr.)

Erste Dynastie:
- Narmer (um 3100/3000 v. Chr.[4], aber auch 3185/3150 bis 3125 v. Chr.[5])
- Hor Aha (3000 bis 2980 v. Chr.[6], auch 3125 bis 3100 v. Chr.)
- Djer (2980 bis 2960 v. Chr., auch 3100 bis 3055 v. Chr.)
- Wadji (2960 bis 2930 v. Chr., auch 3055 bis 3050 v. Chr.)
- Meritneith – Gemahlin von Wadji
- Den (2930 bis 2910 v. Chr., 3050 bis 2995 v. Chr.)

Hinweis: Die Regierungsjahre der Pharaonen lassen sich in diesem Jahrhundert noch nicht genau bestimmen. Von daher handelt es sich um ungefähre Schätzungen. Auch bei der 1. Dynastie liegen sehr unterschiedliche Datierungen vor.

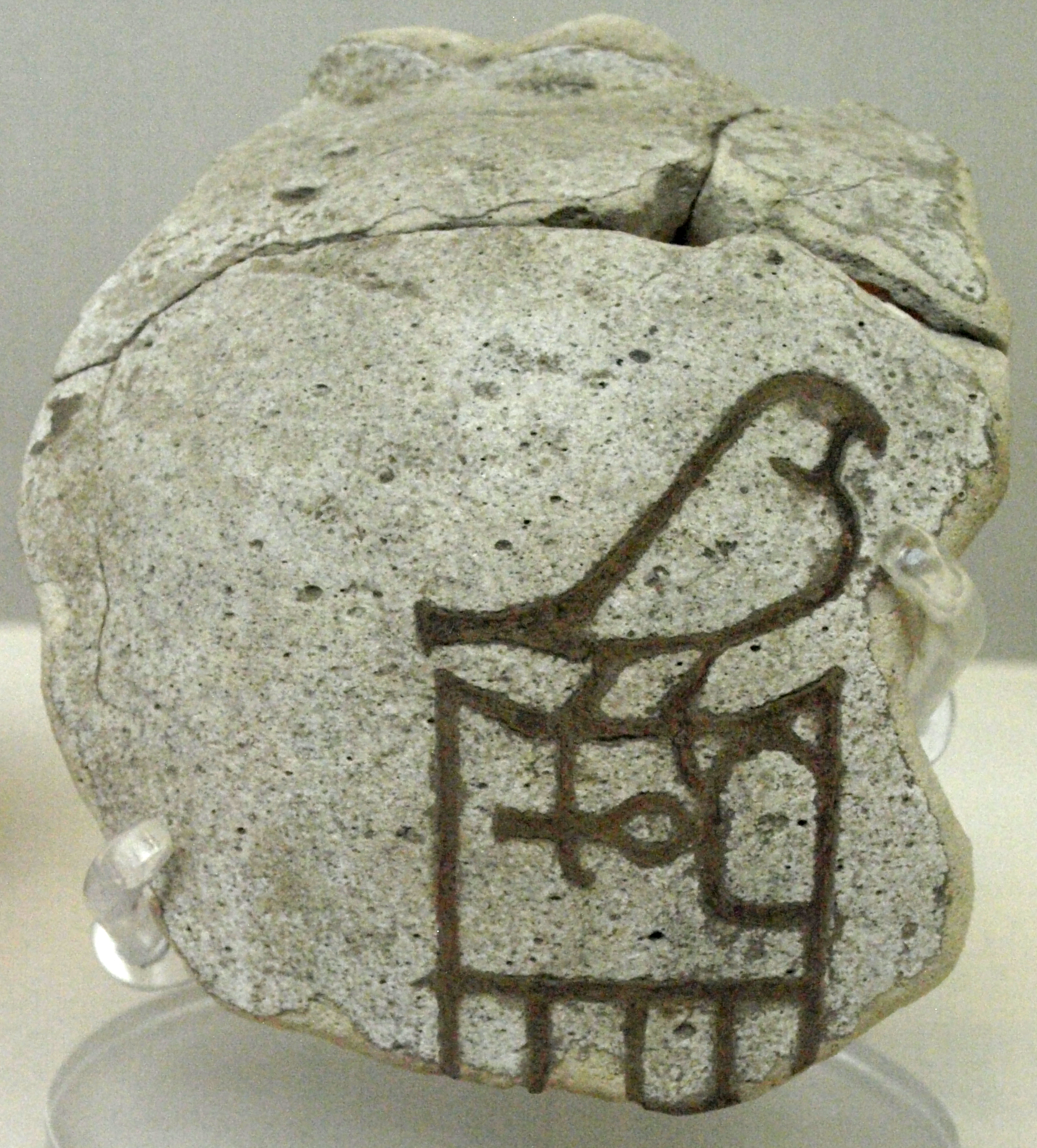
Gefäßfragment aus Fayence mit dem Namen des Hor Aha (British Museum, London)

## Erfindungen/Entdeckungen
- Um 3100 v. Chr.:
  - Zahlschrift in Mesopotamien und etwas später in Ägypten (um 3000 v. Chr.)
- Um 3000 v. Chr.:
  - Erster eindeutiger Nachweis für das ägyptische Senet-Spiel (geht möglicherweise bis 3500 v. Chr. zurück).

## Archäologische Kulturen

### Kulturen in Nordafrika
- Capsien (9000 bis 3000 v. Chr.) in Algerien und in Tunesien
- Tenerium (5200 bis 2500 v. Chr.) in der Ténéré-Wüste mit Fundstätte Gobero
- In Nubien besteht ab 3200 v. Chr. eine organisierte Gesellschaft, die jedoch bis 2600 v. Chr. ein Vasall Oberägyptens bleibt
- In Ägypten geht die Naqada-III-Periode (3200 bis 3050/3000 v. Chr.) zu Ende
  - Naqada-III b1 (3120 bis 3080 v. Chr.)
  - Naqada-III b2 (3080 bis 3050 v. Chr.)
  - 0. Dynastie (3120 bis 3080 v. Chr.)
  - Die Frühdynastische Periode (und somit die 1. Dynastie) setzt um 3080 v. Chr. ein

### Kulturen in Mesopotamien und im Nahen Osten
- Späturuk-Zeit in Mesopotamien (Sumer) (3400 bis 3000 v. Chr.), in der sich erstmals eine städtische Lebensweise bildete. Uruk war damals die führende Stadt Sumers.[7] Tempelbau am Eanna-Distrikt. Stabile Städtegründungen neben Uruk in Eridu, Ur, Lagaš, Nippur, Šuruppak, Marad, Kiš, Sippar und Adab.
- Beginn der Dschemdet-Nasr-Zeit (3100 bis 2900 v. Chr.) in Mesopotamien, die von der Uruk-Zeit zur Frühdynastischen Zeit überleitet.[8]
- Irak:
  - Ninive – Ninive-4
  - Tappa Gaura – Gaura 9
- Iran:
  - Dschiroft-Kultur (4000 bis 1000 v. Chr.)
  - Schahr-e Suchte I (3200 bis 2800 v. Chr.).
  - Proto-Elamiter (3200 bis 2700 v. Chr.)
    - Tappe Sialk IV (3500 bis 3000 v. Chr.)
    - Tepe Yahya IV C (3400 bis 3000 v. Chr.), protoelamisch
    - Susa III (3100 bis 2900 v. Chr.)
- Syrien:
  - Tell Brak (6000 bis 1360 v. Chr.)
  - Tell Chuera (5000 bis 1200 v. Chr.)
  - Tell Hamoukar (4500 bis 2000 v. Chr.)
  - In Ebla geht die Phase Mardikh I (3500 bis 3000 v. Chr.) zu Ende
- Türkei:
  - Amuq – Amuq F
  - Malatya (ab 3500 v. Chr.) – Malatya 7 und Malatya 6 A
  - Mersin – Mersin 15 bis Mersin 13

### Kulturen in Ostasien
- China:
  - Die Laoguantai-Kultur (6000 bis 3000 v. Chr.) in Shaanxi und die
  - Dadiwan-Kultur (5800 bis 3000 v. Chr.) am oberen gelben Fluss verschwinden gegen Ende des Jahrhunderts
  - Yangshao-Kultur (5000 bis 2000 v. Chr.), Zentral- und Nordchina: Miaodigou-Phase – (ca. 4000 bis 3000 v. Chr.)
  - Hongshan-Kultur (4700 bis 2900 v. Chr.), Nordostchina
  - Dawenkou-Kultur (4100 bis 2600 v. Chr.), entlang Gelbem Meer
  - Ende der Beiyinyangying-Kultur (4000 bis 3000 v. Chr.) am unteren Jangtsekiang und der
  - Miaozigou-Kultur (3500 bis 3000 v. Chr.) in der Inneren Mongolei gegen Ende des Jahrhunderts
  - Yingpu-Kultur (3500 bis 2000 v. Chr.) in Taiwan
  - Liangzhu-Kultur (3400/3300 bis 2200 v. Chr.) in Südostchina
  - Nuomuhong-Kultur (3300 bis 2900 v. Chr.), Qaidam-Becken
  - Longshan-Kultur (3200 bis 1850 v. Chr.) am mittleren und unteren Gelben Fluss
  - Karuo-Kultur (3200 bis 2000 v. Chr.) in China und Tibet

- Japan:

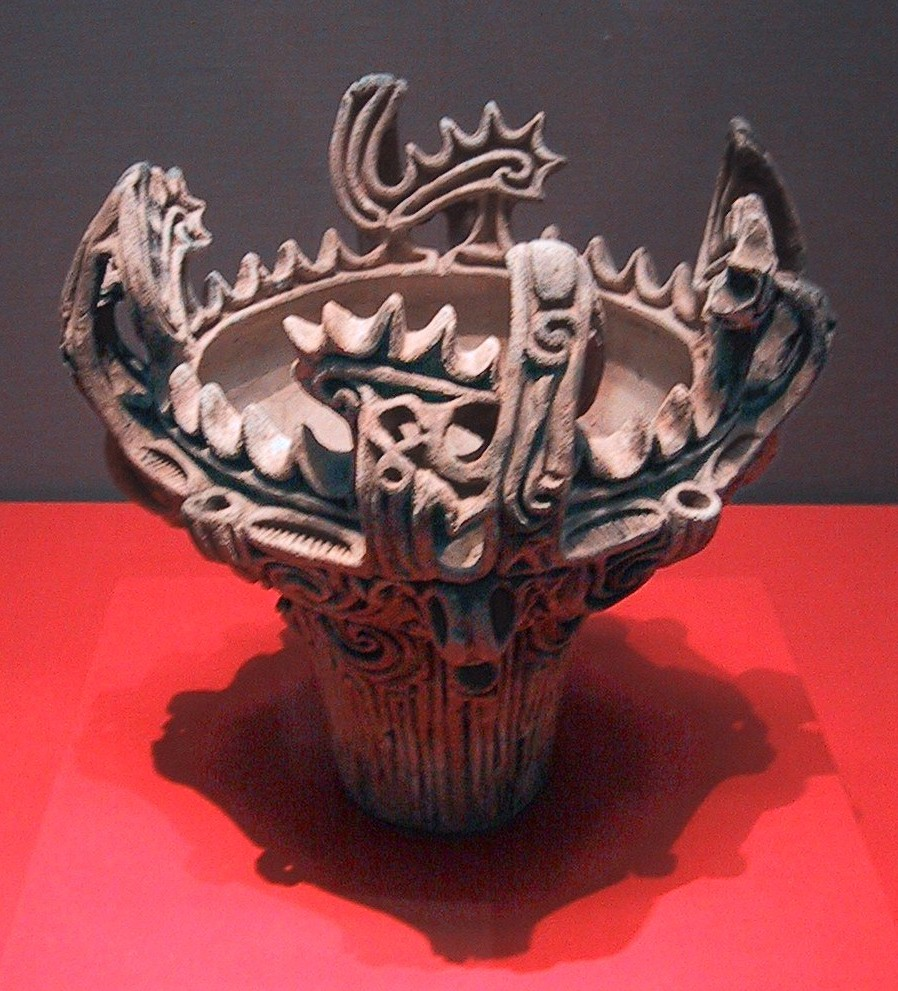
Ziervase kaen doki der Mittleren Jōmon-Zeit

  - Ende der Frühen Jōmon-Zeit – Jōmon III (4000 bis 3000 v. Chr.) – und Beginn der Mittleren Jōmon-Zeit – Jōmon IV (3000 bis 2000 v. Chr.)
- Vietnam:
  - Đa-Bút-Kultur (4000 bis 1700 v. Chr.)

### Kulturen in Südasien
- Industal:
  - Amri-Kultur (4. und 3. Jahrtausend v. Chr.)
  - Indus-Kultur: Ravi-Aspekt der Hakra-Phase von Harappa I (3300 bis 2800 v. Chr.)
    - Kalibangan I (3500 bis 2800 v. Chr.)
    - Kot Diji (3400 bis 2650 v. Chr.)
- Belutschistan:
  - Mehrgarh: Periode V (3250 bis 3000 v. Chr.)
  - Nal-Kultur (3800 bis 2200 v. Chr.)

### Kulturen in Nordasien
- Afanassjewo-Kultur (3500 bis 2500 v. Chr.) in Südsibirien (Altai-Region)
- Glaskowo-Kultur (3200 bis 2400 v. Chr.) in Sibirien, Mongolei und Südostrussland

### Kulturen in Europa
- Nordeuropa:
  - Bootaxtkultur (4200 bis 2000 v. Chr.) in Skandinavien und im Baltikum
- Nordosteuropa:
  - Memel-Kultur (7000 bis 3000 v. Chr.) in Polen, Litauen und Belarus
  - Grübchenkeramische Kultur (4200 bis 2000 v. Chr. – Radiokarbonmethode: 5600 bis 2300 v. Chr.) in Norwegen, Schweden, Baltikum, Russland und Ukraine
  - Rzucewo-Kultur (5300 bis 1750 v. Chr.) im Baltikum und Polen
  - Narva-Kultur (5300 bis 1750 v. Chr.) in Estland, Lettland und Litauen
- Osteuropa:
  - Verschwinden der Kurgan-Kulturen (5000 bis 3000 v. Chr.) in Kasachstan, Russland und der Ukraine am Ende des Jahrhunderts
  - Jamnaja-Kultur (3600 bis 2300 v. Chr.) in Russland und in der Ukraine
  - Kura-Araxes-Kultur (3500/3000 bis 2000/1900 v. Chr.) im Kaukasus
  - Fatjanowo-Kultur (3200 bis 2300 v. Chr.) nach Anthony[9]
  - Esero-Kultur (3300 bis 2700/2500 v. Chr.) im östlichen Balkan

- Südosteuropa:

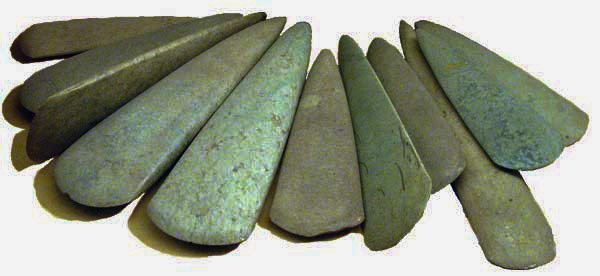
Polierte Steinäxte aus Frankreich, ca. 3000 v. Chr.

  - Coţofeni-Kultur (3500 bis 2500 v. Chr.) in Rumänien
  - Kykladenkultur in Griechenland (3200 bis 1100 v. Chr.), Frühkykladischen Phase
  - Kreta – frühminoische Vorpalastzeit gemäß Warren und Hankey (1989) – FM I (3650/3500 bis 3000 v. Chr.)[10] Laut Manning (1995) liegt der Beginn des FM I jedoch wesentlich später, nämlich erst bei 3100/3000 v. Chr.;[11] in der niedrigen und in der hohen Datierung erfolgt er bereits bei 3300 v. Chr.
- Mitteleuropa:
  - Trichterbecherkultur (nördliches Mitteleuropa) – 4200 bis 2800 v. Chr.
  - Badener Kultur (3500 bis 2800 v. Chr.) in Österreich, Ungarn
  - Chamer Kultur – Bayern, Tschechien, Österreich – 3500 bis 2700 v. Chr.
  - Wartberg-Kultur in Nordhessen – 3500 bis 2800 v. Chr.
  - Horgener Kultur (3500 bis 2800 v. Chr.) in der Schweiz und in Südwestdeutschland
  - Die Salzmünder Kultur (3400 bis 3000 v. Chr.) in Deutschland verschwindet gegen Ende des Jahrhunderts
  - Remedello-Kultur (3400 bis 2400 v. Chr.) in Norditalien
  - Vlaardingen-Kultur (3350 bis 1950 v. Chr.) in den Niederlanden
  - Walternienburg-Bernburger Kultur (3200 bis 2800 v. Chr.)
  - Havelländische Kultur (3200 bis 2800 v. Chr.) in Ostdeutschland
  - Gaudo-Kultur (3150 bis 2300 v. Chr.) in Süditalien
  - Beginn der Kugelamphoren-Kultur (3100 bis 2700 v. Chr.) in Mitteleuropa (bis Ukraine)

- Westeuropa:

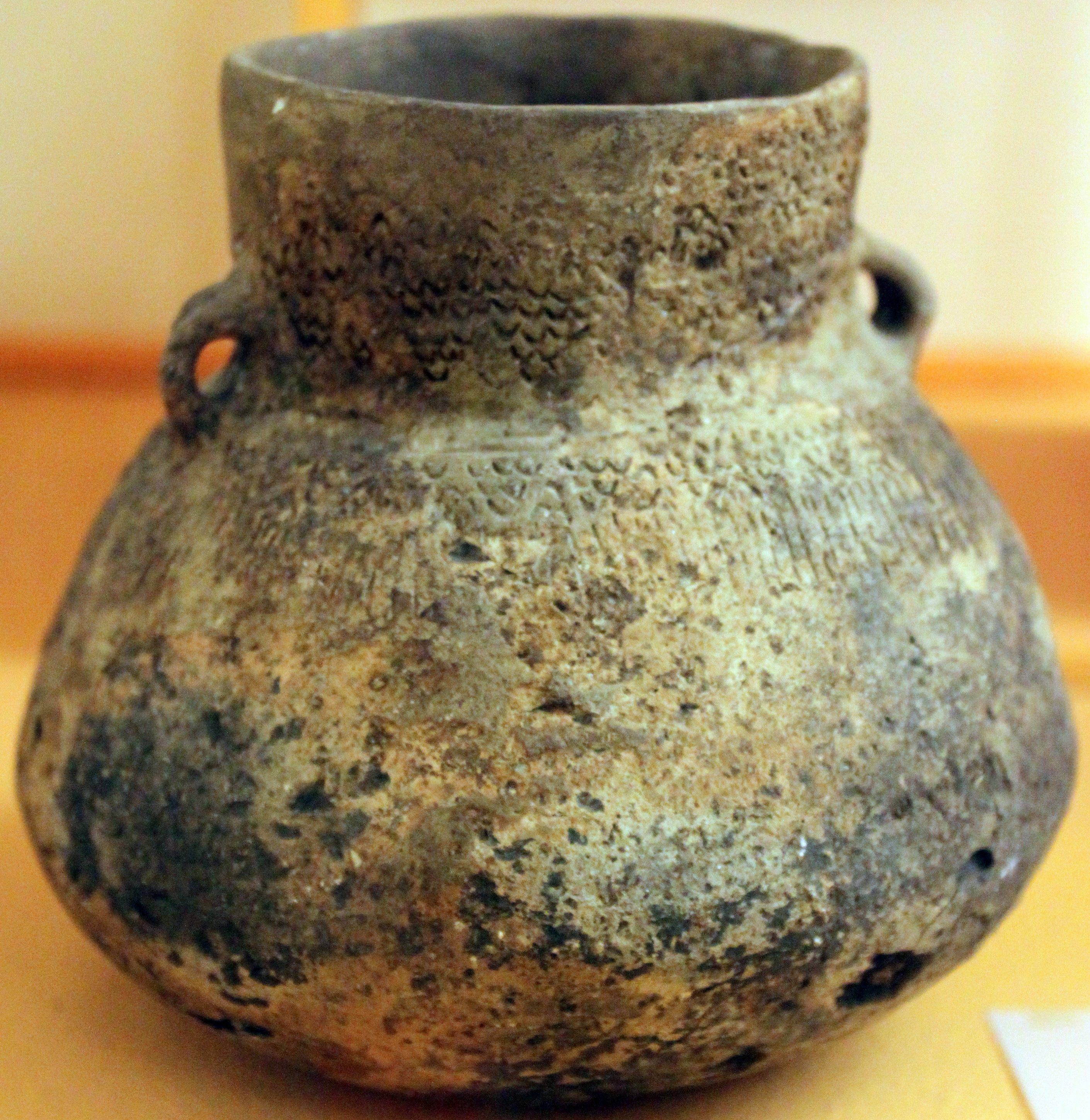
Amphore der Kugelamphorenkultur, um 3000 v. Chr.

  - Kultur der Grooved Ware in Großbritannien und Irland (3400 bis 2000 v. Chr.)
    - Skara Brae auf den Orkney-Inseln (um 3180 v. Chr. bis 2500 v. Chr.)

  - Peterborough Ware (3400 bis 2500 v. Chr.) in Großbritannien
  - Chassey-Lagozza-Cortaillod-Kultur (4600 bis 2400 v. Chr.) in Frankreich, Schweiz und Italien
  - Seine-Oise-Marne-Kultur (3100 bis 2000 v. Chr.) in Nordfrankreich und Belgien
  - Almeríakultur (3250 bis 2550 v. Chr.) in Südostspanien – Almería I
  - Megalithkulturen:
    - Frankreich (4700 bis 2000 v. Chr.)
    - Iberische Halbinsel (4000 bis 2000 v. Chr.)
      - Los Millares (3200 bis 1800 v. Chr.)

    - Malta: Saflieni-Phase (3300 bis 3000 v. Chr.) – Nordtempel von Ħaġar Qim (3600 bis 3000 v. Chr.), Tempel von Tarxien (3250 bis 3000 v. Chr.)
    - Sardinien: Ozieri-Kultur (gewöhnlich 4300/4000 bis 3200 v. Chr., nach Spätdatierung 3200 bis 2800 v. Chr.)
    - England: In Stonehenge (Stonehenge 1) wird der Erdwall um 3100 v. Chr. ausgehoben

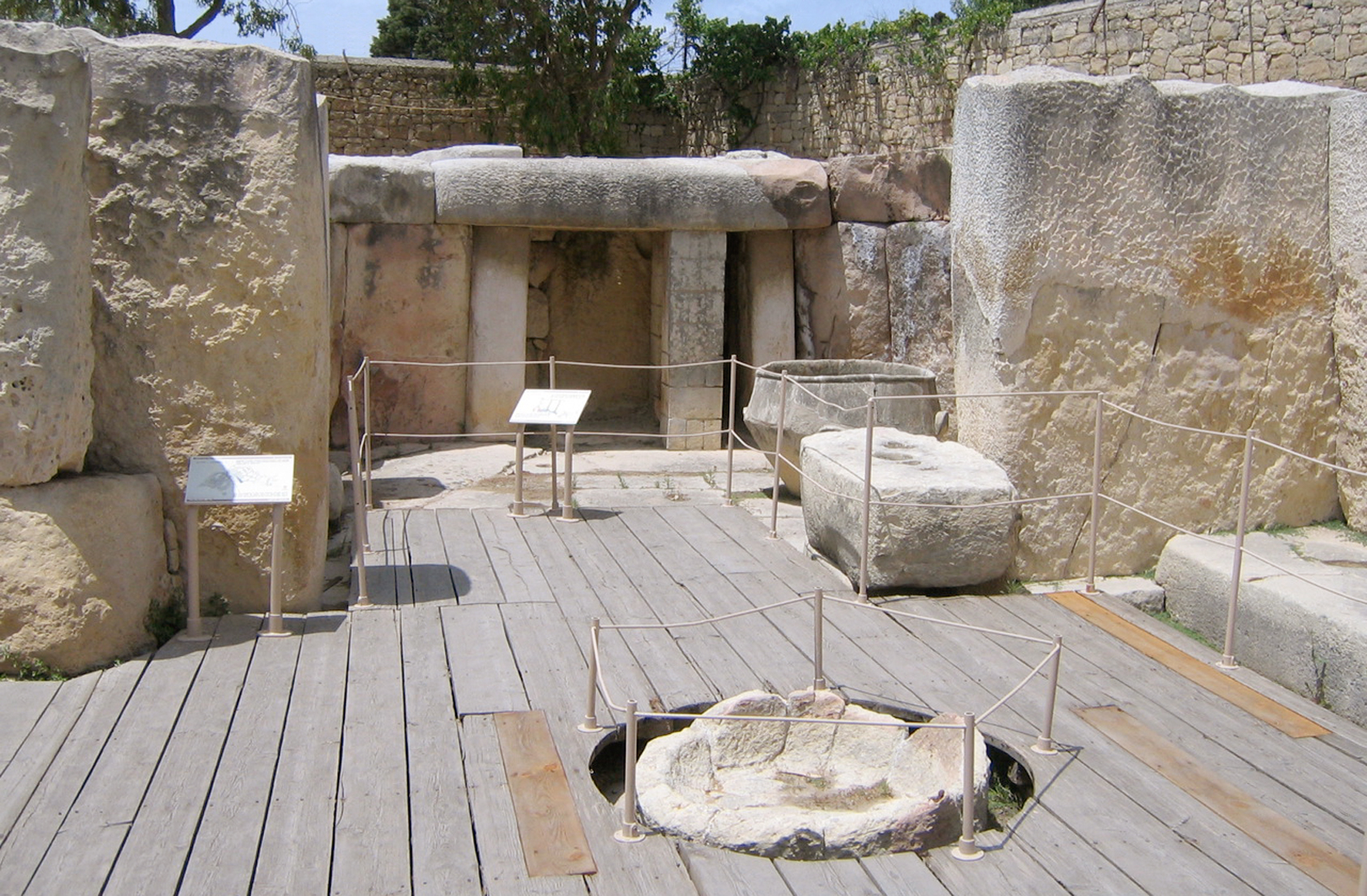
Mittlerer Tempel von Tarxien, Malta, um 3000 v. Chr.

### Kulturen in Amerika
- Nord- und Zentralamerika:
  - Archaische Periode. Errichtung von Mounds in den östlichen Waldgebieten ab 4000 v. Chr.
- Südamerika:
  - Chinchorro-Kultur (7020 bis 1500 v. Chr.) in Nordchile und Südperu
  - Ecuador: Valdivia-Kultur (3950 bis 1750 v. Chr.)
  - Peru: Norte-Chico-Kultur (3500 bis 1800 v. Chr.)
  - Kolumbien: San-Agustín-Kultur (3300 v. Chr. bis 1550 n. Chr.)